# امانوئل بریوسکی
امانوئل بریوسکی (انگلیسی: Emanuele Brioschi؛ زادهٔ ۲۳ ژوئن ۱۹۷۵) بازیکن فوتبال اهل ایتالیا است.
از باشگاه‌هایی که در آن بازی کرده‌است می‌توان به باشگاه فوتبال کوزنتسا کالچو، باشگاه فوتبال کرمونزه، باشگاه فوتبال بولونیا، باشگاه فوتبال ونتزیا، باشگاه فوتبال باری، و باشگاه فوتبال کومو اشاره کرد.